# Fiat Professional
Dieser Artikel wurde auf der  Qualitätssicherungsseite des Portals Auto und Motorrad eingetragen. 
Bitte hilf mit, ihn zu verbessern, und beteilige dich an der Diskussion. (+)

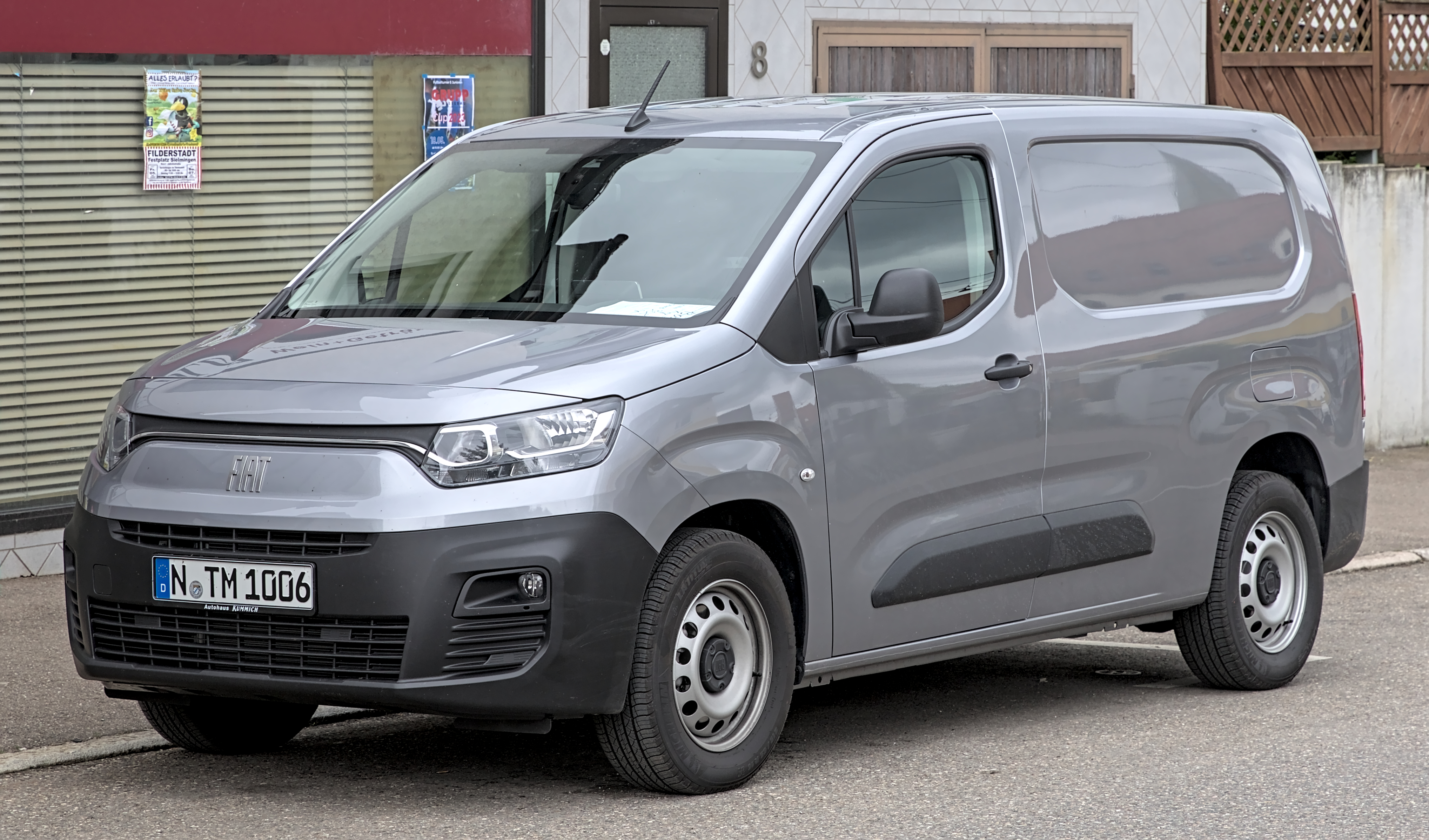
Fiat Doblò

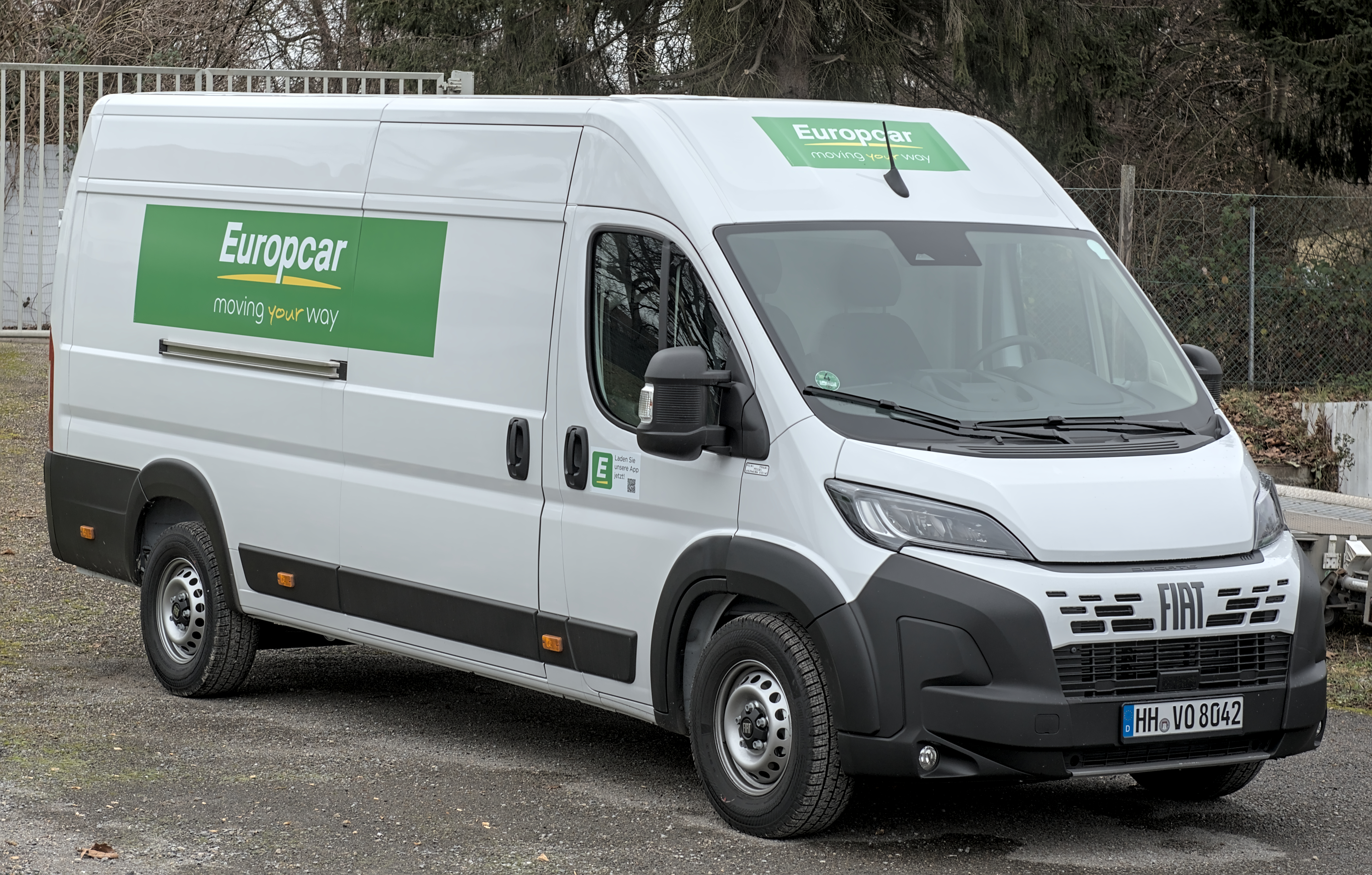
Fiat Ducato

Fiat Professional ist die Nutzfahrzeugsparte der Fiat-Gruppe. Das italienische Unternehmen wurde am 17. April 2007 gegründet und ersetzte die frühere Sparte Fiat LCV.

## Aktuelle Modelle
- Fiat Tris
- Fiat Doblò
- Fiat Scudo
- Fiat Ducato

## Ältere Modelle
- Fiat 600T
- Fiat 850T
- Fiat Fiorino
- Fiat 900T
- Fiat 900E
- Fiat Talento
- Fiat Talento (2016)
- Fiat 238
- Fiat 241
- Fiat 242
- Fiat Marengo
- Fiat Fullback
- Fiat Strada